# Okha port
Okha port là một thị trấn thống kê (census town) của quận Jamnagar thuộc bang Gujarat, Ấn Độ.

## Nhân khẩu
Theo điều tra dân số năm 2001 của Ấn Độ, Okha port có dân số 18.847 người. Phái nam chiếm 55% tổng số dân và phái nữ chiếm 45%. Okha port có tỷ lệ 60% biết đọc biết viết, cao hơn tỷ lệ trung bình toàn quốc là 59,5%: tỷ lệ cho phái nam là 70%, và tỷ lệ cho phái nữ là 48%. Tại Okha port, 13% dân số nhỏ hơn 6 tuổi.